# Axel Lewton Schiller
Axel Lewton Schiller, född den 23 februari 1829 i Uddevalla, död den 22 april 1907 i Göteborg, var en svensk pedagog, son till donatorn och skolmannen Gustaf Schiller.  
Schiller blev filosofie magister 1853 och lärare vid Göteborgs realgymnasium samma år. Han var 1858–1883 rektor vid denna privatskola, som därför ofta kallades Schillerska skolan. Med Nya elementarskolan i Stockholm som närmaste förebild och med lärare sådana som Harald Hjärne, C.A. Lundberg, J.O. Rosenberg, A.J. Stuxberg och N.P. Ödman gav denna av C.J. Meijerberg med flera grundlagda ynglingaskola en värdefull utbildning för det praktiska livet, meddelade jämväl humanistisk bildning och förde fram till mogenhetsexamen. Schiller gillade en modifierad form av fri flyttning med läxlag och kurstentamina. Modersmålet hölls och drevs som grundläggande språk, varför Schiller utgav en ovanligt omfattande Svensk språklära (1855; 3:e upplagan 1875). Han vann i sällsynt grad både tillgivenhet och respekt, och elevantalet ökades från 60 till 204. Schiller var ledamot av Kungliga vetenskaps- och vitterhetssamhället i Göteborg (1868).